# Culzean-kastély
A Culzean-kastély (IPA: kʌˈleɪn) Maybole település közelében, Skócia Ayrshire-i tengerpartján található. Korábban a skót főnemesek, a Kennedy-klánhoz tartozó Ailsa márkijai lakták, jelenlegi tulajdonosa a National Trust for Scotland (Skót Nemzeti Vagyon). A sziklatetőre épült kastély a Culzean Castle Country Parkban van, és nyitott a nagyközönség számára. 
1987 óta a kastély képe díszíti a Royal Bank of Scotland által kiadott ötfontos bankjegy hátoldalát.

## Története
Az L alakú Culzean-kastély David Kennedy, Cassilis 10. grófja megrendelésére épült. Ő utasította Robert Adam építészt, hogy építsen át egy meglévő, impozáns épületet egy elegáns kastéllyá. Az építkezés több szakaszban zajlott 1777 és 1792 között. Magában foglalt egy nagy, henger alakú tornyot, benne egy kerek szalonnal (kilátással a tengerre), egy tágas, ovális lépcsőházat és jó néhány szépen berendezett lakosztályt.
1945-ben a Kennedy/Anderson család részben átadta a kastélyt a National Trust for Scotlandnak (megtakarítva az öröklési illetéket). Kikötötték azonban, hogy a legfelső szinten lévő lakosztályt bocsássák Dwight Eisenhower tábornok rendelkezésére, elismerésül a második világháború során a szövetséges erők európai tevékenységében főparancsnokként játszott szerepéért. A tábornok először 1946-ban látogatott a kastélyba, ahol összesen négy alkalommal tartózkodott, ebből egyszer az Amerikai Egyesült Államok elnökeként. Az egyik szobát ma egy Eisenhower életét bemutató kiállítás foglalja el.
A kastélyt 2011 áprilisában, egy felújítást követően nyitották újra. A munkálatokat egy amerikai milliomos, William Lindsay finanszírozta, aki egyébként soha nem fordult meg Skóciában.

## Érdekességek

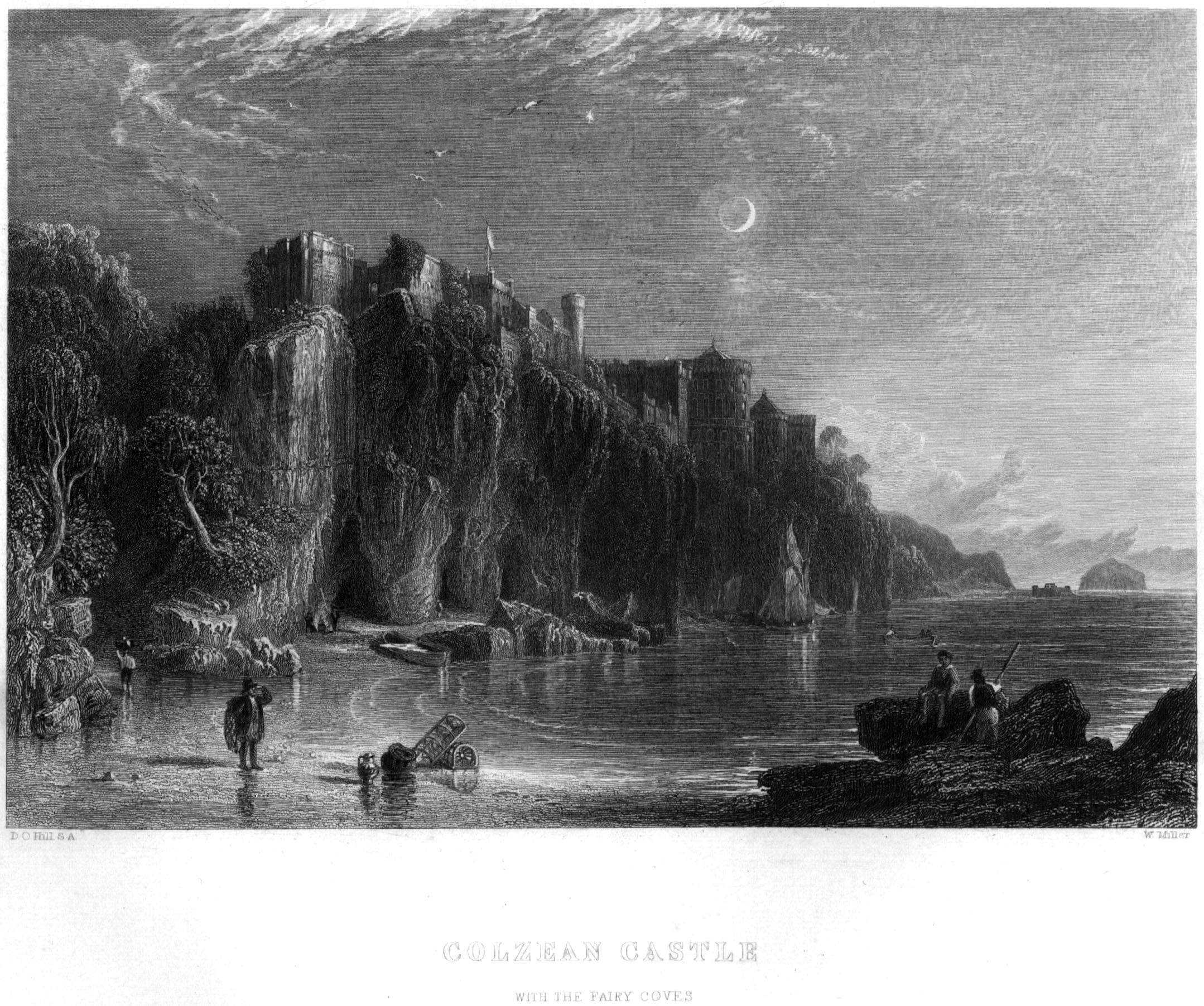
William Miller: A Culzean-kastély a tündérbarlangokkal

A kastély északi oldalán lévő öbölnél áll a Gas House, amely városi gázzal látta el a kastélyt egészen 1940-ig. Az épületcsoport magában foglalja a Gas Manager's house-t (gázmester háza – ma William Murdoch kiállítása látható benne), a Retort House-t (retorta-ház), a fennmaradó rész pedig az úgynevezett gasometer (gázmérő).
A kastély alatt tengervíz vájta barlangok találhatók, melyek jelenleg el vannak zárva a látogatók elöl. Tervezik, hogy ezeket múzeummá alakítják.
A kastélyban szállás foglalható, és alkalmas esküvői szertartások lebonyolítására is.
A Culzean kastélyt a híresztelések szerint legalább hét szellem lakja, köztük egy dudás és egy szolgálólány.
A The Wicker Man című, 1973-ban forgatott filmben a kastély volt Lord Summerisle (Christopher Lee játszotta) ősi otthona.
A Living TV egyik 2002-es sorozatában a Culzean-kastéllyal kapcsolatos paranormális jelenségekkel, szellemjárásokkal foglalkoztak.

## Fordítás
Ez a szócikk részben vagy egészben  a   Culzean Castle című angol Wikipédia-szócikk ezen változatának fordításán alapul.  Az eredeti cikk szerkesztőit annak laptörténete sorolja fel. Ez a jelzés csupán a megfogalmazás eredetét és a szerzői jogokat jelzi, nem szolgál a cikkben szereplő információk forrásmegjelöléseként.